# Histoire de Solesmes
 (février 2008).
 (février 2008).
Si vous disposez d'ouvrages ou d'articles de référence ou si vous connaissez des sites web de qualité traitant du thème abordé ici, merci de compléter l'article en donnant les références utiles à sa vérifiabilité et en les liant à la section « Notes et références ».

Blason de Solesmes

Solesmes est une commune française du département du Nord dont l'histoire remonte au VIe siècle.

## Étymologie
Solesmes porta différents noms au cours des siècles : Fanum Solis - Solemium (705) - Solemia (1174) - Solemio - Solemmes - Solesmnes - Solesmes (1292)[réf. nécessaire].
Sans donner une foi aveugle[Quoi ?] aux chroniques de Jacques de Guyse, cordelier à Valenciennes qui au XIVe siècle parla de Solesmes dans ses chroniques et qui affirmait l'existence à Solesmes d'une idole célèbre du dieu Soleil, en or massif, enterrée selon la tradition au Mourmont, l'étymologie courante faisait dériver Solesmes de sol : le Soleil.
Pour d'autres[réf. nécessaire] Solesmes tire son nom de deux mots celtes : Hem (château, forteresse) et s'Hol (fond creux).[Information douteuse]

## Préhistoire
Des traces d'occupation humaine antérieures à la conquête romaine ont été trouvées à Solesmes ou dans les environs :
- Dolmen du Gros Caillou, au grès Montfort à Vendegies-sur-Écaillon, appuyé sur trois piliers en blocage de grès sous lequel on a trouvé d'ailleurs une petite hache en silex taillé.
- Nombreux silex taillés retrouvés sur la colline du Mourmont à la sablonnière au lieu-dit « Terres de la République », conservés et exposés à l’Hôtel de Ville, andouillers et ossements de rennes, magnifique défense de mammouth, objets conservés en partie au Musée de Bavay.
- D'autres constructions de la même époque ont été découvertes en 1850 à la Sucrerie. Ils nous ont laissé aussi comme témoin de leur passage de nombreux objets (monnaie, médailles, tuiles, carreaux) découverts lors de l'installation du marché aux bestiaux à Viesly, Bermerain, Briastre, Saulzoir, Haspres et les ruines d'une immense tour découverte à Haussy en 1829.[réf. nécessaire]

## Période gallo-romaine
Sous l'occupation romaine Solesmes était une villa gallo-romaine[réf. nécessaire] au confluent de la Selle (Sabis) et du Béart. Une des principales raisons qui fait placer le Solesmes gallo-romain à cet emplacement c'est que c'est là seulement que l'on a trouvé un monument romain d'une certaine importance.
V.Ruffin affirme que lors des fouilles occasionnées par l'établissement de la fabrique de sucre on a découvert maints objets appartenant à la période gallo-romaine : monnaies, médailles, et surtout une quantité de tuiles, carreaux, etc..
Lorsque plus tard on installa le marché aux bestiaux sur la place du Béart, on aurait découvert plusieurs objets gallo-romains. Il est un fait qui a permis de fixer l'emplacement du Solesmes primitif, c'est l'existence de la tour romaine qui se trouvait au confluent. Ruffin nous parle des ruines de cette tour tout en grès, percée de meurtrières et qui furent découvertes dit-il en 1829 dans le bas de la ville actuelle sur la rive droite de la Selle, derrière une petite chapelle. C'est là que se trouve actuellement l'établissement des bains-douches. On a retrouvé également de très nombreux objets gallo-romains à Viesly, Bermerain et Briastre.
Le docteur Bombart[réf. nécessaire] a pu lui-même enrichir les collections (?) avec le produit des fouilles qu'il fit effectuer à Montay, Haussy, Saulzoir, Haspres, Vendegies-sur-Écaillon, Sommaing et Saint-Martin-sur-Écaillon.

## Maxellende
En l'an 670, la fille du Seigneur de Caudry, appelée Maxellende, avait refusé d'épouser le fils du Seigneur de Solesmes, Harduin d'Amerval. Elle voulait se consacrer entièrement à Dieu. Le 13 novembre 670, Harduin vint retrouver la jeune fille en l'absence de ses parents et lui renouvela sa demande en mariage. Comme Maxellende refusait toujours, Harduin la tua d'un coup de couteau. Au même instant, il devint aveugle. Trois ans plus tard, le corps de la jeune fille qu'on avait d'abord enterré à Saint-Souplet fut rapporté à Caudry. Harduin, toujours aveugle mais rempli de remords, se fit conduire devant le cortège en suppliant Dieu de lui pardonner. Il retrouva miraculeusement la vue.
Beaucoup d'historiens[réf. nécessaire] pensent que c'est peu de temps avant sa mort qu'Harduin proposa au roi Childebert IV « que toutes ses possessions soient données » à l'Abbaye de Saint-Denis.

## Propriété des bénédictins de Saint-Denis de 705 à 1605
Dès le début du VIIIe siècle, en raison de la donation faite aux bénédictins de l'Abbaye de Saint-Denis en France par Childebert IV en 705, Solesmes se détacha complètement du Pays de Hainaut où elle était située. La charte fut confirmée le 7 août 749 par Pépin le Bref.
La charte (aux archives du nord à Lille) désigne non seulement la ville mais aussi son marché et son château ainsi que tous ses biens adjacents : terres, maisons, édifices, habitants, vignes, bois, prés, marais, eaux, cours d'eau et troupeaux. Ce domaine était exempt de tous impôts et franchises, ce que les Solesmois surent maintenir et faire respecter en partie du moins, jusqu'à la Révolution française.
Cet abandon en faveur de Saint-Denis ne fut pas sans soulever de véhémentes protestations, tant de la part du Comté de Famars (dont dépendait Solesmes) que de la puissante Abbaye de Maroilles, laquelle à la faveur des guerres continuelles qui désolaient le pays s'était attribuée une partie du domaine. Ces impuissantes protestations continuèrent jusqu'au temps de Charlemagne, lequel comme empereur assura l'Abbaye de Saint-Denis dans la pleine et entière possession de la Seigneurie de Solesmes.
Ce n'est donc qu'à partir de cette époque que les Bénédictins purent commencer sérieusement leurs travaux de défrichement et de fertilisation du sol dans leurs domaines de Solesmes. Elles consistaient en marais, friches et principalement en terrains boisés. Le domaine concédé était immense. Il s'étendait à l'est jusqu'à Croix-Caluyau, au sud jusqu'à Montay et à la Selle ; à l'ouest il englobait une partie de Neuvilly, Briastre, Viesly, Quiévy, et Saint-Vaast ; au nord  enfin il parvenait par Haussy jusqu'à la Chaussée Brunehaut aux environs de Vendegies-sur-Écaillon, limitrophe du Prieuré d'Haspres.
Le prieuré de Solesmes, régi et administré par 12 religieux sous l'autorité de leur supérieur, le prévôt, s'était développé avec une incroyable rapidité. De telles richesses en ces temps de féodalité excitaient les convoitises des seigneurs voisins. Ainsi Solesmes devait être en butte aux déprédations des barons voisins, et dès le Xe siècle le prieuré devait présenter l'aspect d'une forteresse défendue par des fossés creusés dans le lieudit « Les Prés ». Ceux-ci devaient assurer une sécurité relative aux religieux.
Ces conflits donnèrent lieu à l'institution d'avoués, puissants seigneurs qui avaient la charge de protéger les propriétés de l'Abbaye. Ce fut la vieille maison de Bousies qui fournit les premiers avoués de Solesmes. Mais déjà en 1153, plusieurs de ces seigneurs de Bousies s'étaient fait excommunier à raison des violences exercées contre les religieux du prieuré et des rapines commises contre les propriétés confiées à leurs soins. Indépendamment de l'avoué, il y avait un autre seigneur, le Chevalier de Solesmes, qui représentait l'autorité épiscopale de Cambrai. Il remplissait auprès des bénédictins le rôle de contrôleur des revenus prélevés sur le culte au nom de l'évêque. Sa demeure était le « Donjon ».

## La seigneurie de Solesmes
Solesmes a donné son nom à une famille qui fournit des baillis du Cambrésis, des prévôts de Cambrai, de Valenciennes et un grand nombre de chevaliers et d'écuyers qui firent alliance avec les principales familles du pays.
D'après le Dr Henry Bombart, la famille de Solesmes portait le blason « de sable à 3 croissants d'or ». Les armes de la ville (« de sable à 3 croissants d'argent ») furent sans doute empruntées à celles des seigneurs de Solesmes. Le 13 décembre 1823, Louis XVIII, par une ordonnance royale, confirma les armoiries « de sable à trois croissants d'argent, posés deux et un ».
Wilfrand de Solesmes, le plus ancien membre connu de la famille seigneuriale, est nommé dans une charte de l'Abbaye de Saint-Aubert datée de 1087. Puis Hugues de Solesmes apparaît en 1096 parmi les chevaliers du Cambrésis au tournoi d'Anchin. Une fratrie, Vincent, Thomas et Godefroy de Solesmes sont échevins en 1160. En 1161, ils sont tous trois prévôts de Valenciennes. Quelque temps après, Martin de Solesmes signe en qualité d'échevin une donation faite à l'église Saint-Nicolas par les enfants de Gautier Mustel, prévôt de Valenciennes. C'est Pinabel de Solesmes qui en 1202 signe comme témoin la loi de Salesches. Puis Bertrand de Solesmes qui, au mois d'août 1233, signe une convention passée entre l'Abbaye de Saint-Denis et Gauthier de Bousies.
La famille d'Esclaibes  a tenu une place importante puisque, parmi tant de titres, elle portait ceux du doyen héréditaire seigneur d'Amerval et d'Elgis. Elle acquit de nombreux biens à Solesmes et à Saint-Python. Son fief principal était situé non loin de la rivière Selle, avec château-fort entouré de grands fossés d'eau, avec un « jardin de plaisir » (actuellement la ferme Richez).
Aux archives départementales est conservé le livre de la maison de Saint-Denis à Solesmes. De ce document on a pu tirer la liste des principaux habitants de la seigneurie de Solesmes en 1335 ; ils sont désignés pour le plus grand nombre par le nom de leur profession, par exemple : Raoult Cuvelier, Bailleguins Le Clerc, Jacmart Potier, Colart Le Boulanger.
En 1570, de nouvelles sources écrites donnent des détails très complets sur Solesmes, ses rues et ses habitants. On apprend ainsi qu'une tour était située sur la place du Marché (actuellement Grand-place ou place Jean-Jaurès).
Voici maintenant quelques-uns uns des principaux évènements de la Seigneurie de Solesmes :
Le 29 juin 822, l'empereur Louis[réf. nécessaire] donne entre autres biens à l'abbaye de Saint-Amand, le village d'Haussy.
Les Normands envahirent le Hainaut et le Cambrésis et détruisirent le prieuré de Salesches qui dépendait de l'abbaye de Maroilles.
En 1046-1048, l'Empereur Henri III confirme à l'Abbaye de Saint-André du Cateau la possession des biens de l'évêque Gérard. Parmi ceux-ci : Vendelgyes (Ancien nom du Cateau-Cambrésis), Fontaine (il s'agit ici comme dans la charte de 1057 de Fontaine-Mourmont, c’est-à-dire du Mourmont actuel). Il y avait évidemment sur la colline du Mourmont un village avec une église ayant son importance puisqu'on le trouve signalé pendant les XIe et XIIe siècles dans plusieurs chartes différentes. Il n'en reste plus que Fontaine-au-Tertre.
En 1057, Liébert, évêque de Cambrai et d'Arras, concède à l'abbaye de Cambrai[réf. nécessaire] plusieurs autels, parmi lesquels ceux de Carnières, Neuville et du Mourmont. De même, il accorde aux Chanoines de Saint-Aubert l'autel d'Ovillers.
En 1074, il donne également à l'abbaye de Saint-André au Cateau l'autel de Briastre à perpétuité, l'autel de Saint Python et l'alleu de Vertain. Il relate qu'il a rendu Romeries à l'abbaye de Maroilles.
En 1169, l'abbé Yves de Saint-Denis règle les droits des maires de la Versine, de Rouvroy, de Solesmes et de Thoury.
En 1180, Isabelle de Hainaut, fille de Baudouin V de Hainaut et de Marguerite d'Alsace, comtesse de Flandre avait épousé Philippe II Auguste, roi de France. À cette occasion, Baudouin demande à Guillaume, abbé de Saint-Denis, une partie des bois qui relevaient du prieuré de Solesmes pour bâtir le village de Forest. L'abbé s'empressa d'acquiescer à cette requête tant pour être agréable au beau-père du roi que pour se faire un allié redoutable, car Baudouin était le seigneur et maître de tous ces barons dont le voisinage devenait inquiétant. L'un d'eux surtout, le chevalier Gérard de Maufilastre, s'élançait continuellement de son château de Saint-Aubert à la tête de ses hommes d'armes et portait la dévastation dans les pays environnants.
Au cours d'une de ces sorties, il pilla et brûla le château d'Éclaibes dans le bois de Clermont entre Viesly et Béthencourt. Vers cette même époque, le hameau de « Verd-Tillœul » (Vertigneul) fut fondé sur d'autres terrains boisés concédés aux religieux, près de la petite rivière l'Herpies (Les Harpies). Pour éviter les pertes de temps occasionnées par les allées et venues avec le prieuré de Solesmes, les moines y construisirent sur place une « manse », comprenant une certaine étendue de terre avec habitation et constructions nécessaires à l'exploitation agricole. Cette manse était régie par un seul religieux détaché de Solesmes auquel était adjoint un frère profès. Les Bénédictins pratiquaient la même organisation dans leurs domaines plus au moins lointains, là où ils ne pouvaient exercer une surveillance directe.
Dans ces manses, la règle de saint Benoît était très sévère et très rigoureusement observée. Dans ces fermes, on ne pouvait se livrer qu'à l'amélioration de la culture, des arbres à fruits et des bestiaux. De là sont sortis les fruits les plus savoureux parmi lesquels la fameuse poire du « Dyenne » qui a gardé dans son nom la trace de son origine.
En 1186, à la suite de démêlés survenus entre Baudouin V de Hainaut et son beau-frère Philippe d'Alsace, une guerre formidable ravagea tout le pays. Le comte de Flandre, aidé de Jacques d'Avesnes, s'empara successivement en Cambrésis de Viesly, Solesmes, Saint-Python et Haussy dont ils avaient renversé les murailles et les fortifications. À Solesmes, le château fut détruit. Ce château était situé à l'endroit qu'occupe actuellement la propriété Ménard Réal (Donjon). Il était muni de tourelles entouré de fossés profonds qui allaient jusqu'au ruisseau des Becqueriaux. Le Château d'Haussy brûlé en même temps fut aussitôt réparé.
En 1202, Solesmes était à peine remise des troubles qui viennent d'être évoqués que Gauthier de Bousies, avoué de l'abbaye, pénétra dans le prieuré pour s'y livrer à des violences envers les moines. Les mêmes scènes s'étant renouvelées en 1233, un accommodement fut passé au mois d'août de la même année entre les parties pour prévenir à tout jamais de semblables contestations.
En 1292, la prospérité du prieuré de Solesmes fut menacée : la possession de Solesmes ayant été revendiquée par l'empereur germanique Rodolphe de Habsbourg, le roi de France Philippe IV le Bel fit retirer les troupes qu'il avait précédemment amenées dans la ville (lors de ses propres démêlés avec l'Angleterre, pour combattre Gui de Dampierre, comte de Flandre, allié d'Édouard Ier d'Angleterre). Mais l'abbé de Saint-Denis ayant fait observer à Philippe IV que Solesmes, bien qu'enclavé en Hainaut, avait toujours appartenu à la France et lui avait plusieurs fois été restituée dans des circonstances analogues, notamment sous Saint Louis, Philippe le Bel donna l'ordre au gouverneur du Vermandois de reprendre possession de la ville et de la protéger contre les ennemis de la France.
En 1302, Cambrai s'était révolté et le peuple ayant chassé les chanoines, ceux-ci trouvèrent refuge et hospitalité au prieuré de Solesmes en attendant que les portes de leur métropole leur soit rouvertes. À la faveur de ces troubles, les tentatives d'exactions sur les territoires de Solesmes recommencèrent bientôt avec intensité.
En 1306, l'avoué-chevalier Gauthier de Bousies (cette lignée se transmettait de père en fils le goût du brigandage) pilla et saccagea le prieuré, y enlevant notamment les troupeaux. Bien que frappé d'excommunication, ce qui était la punition morale la plus grave à cette époque, Gauthier  continua pendant plusieurs années à porter la désolation et la ruine dans cette terre qu'il était censé protéger. Las de cet état critique qui durait depuis trop longtemps, l'abbé de Saint-Denis, Gilles de Pontoise s'en plaignit au roi de France Philippe V le Long. Celui-ci se décida en septembre 1317 à donner l'ordre au bailli du Vermandois de faire respecter par tous les moyens les religieux et leurs vassaux, d'arrêter Gauthier de Bousies et, si ce dernier ne s'amendait pas de lui infliger la peine du bannissement et la confiscation de ses biens. Gauthier dut payer aux bénédictins d'importantes indemnités et au roi 100 livres d'amende. La maison de Bousies quitte alors la scène de l'histoire de Solesmes.
L'avouerie, d'abord rachetée par les bénédictins, échut à la maison comtale de Hainaut en 1324. De là, elle passa entre les mains de Louis IV, empereur d'Allemagne par son mariage avec Marguerite de Hainaut en 1355, puis à leur premier fils Guillaume l'Insensé, comte de Hainaut et de Hollande puis enfin à sa fille Jacqueline dont l'étrange conduite alluma la guerre dans toute cette province. En effet, après s'être séparée de son mari, Jean Brabant, elle épousa le duc de Gloucester. Mais Philippe le Bon, duc de Boulogne, la fit prisonnière et la força à le faire son héritier en 1428.
En 1339, Philippe de Navarre vint assaillir le château de Solesmes mais les défenseurs résistèrent si vaillamment à l'assaut qu'il dut faire sonner la retraite.
Également en 1339, Édouard III d’Angleterre mit le siège devant Cambrai. Il ne put s'en emparer et, furieux de son échec, il ravagea le Cambrésis, détruisant les moissons. Il se dirigea sur Haspres et en détruisit les habitations. D'après Vinchant également en 1435 les Français de la frontière firent une course dans le Hainaut et s'arrêtèrent à Solesmes qui n'avait pas encore été touché pour être de l'abbaye de Saint-Denis, pillèrent la ville et brûlèrent l'église.
En 1437, Les pillards ou écorcheurs, troupes mercenaires débauchées, ravagent les villages de Saint-Python et Haussy, campent à Solesmes et y font beaucoup de mal.
En 1515, la peste sévit dans tout le Cambrésis presque d'année en année jusqu'en 1521 et fut alors suivie par la famine. Aux horreurs de la famine s'ajoute bientôt celles de la guerre, c'était la lutte de François Ier contre Charles Quint. Les troupes des deux rivaux pillèrent à tour de rôle le Cambrésis. Puis vinrent les Anglais et les Espagnols non moins pillards et tous commirent tant de ravages que le prix de toute chose en fut quadruplé.
De 1528 à 1538, il régna un dérèglement des saisons tel, dit Carpentier, que n'eut été la durée inégale des jours on n'eut pas su reconnaître dans quelle partie de l'année on vivait ; l'été semblait avoir pris la place des autres saisons pour régner perpétuellement et dessécher la terre. Aussi les récoltes mûrissaient avant d'avoir produit leurs graines et une multitude d'insectes et de vers leur faisait une guerre continuelle de sorte qu'il en résultat une effroyable famine qui ne cessa qu'après cinq années. La peste ne pouvait manquer de suivre une telle famine. Elle fit bientôt, en effet, des progrès épouvantables. Ceux qui en étaient atteint mouraient en peu d'heures d'où le nom de « trousse galant ». Ceux qui approchaient d'un malade ne tardaient pas à être eux-mêmes atteints. Il devint très difficile de donner la sépulture aux morts.
En 1580, un aventurier, Balagny, était nommé gouverneur de Cambrai. Il prit possession de son poste le 30 novembre et dès lors traita la ville et la contrée voisine avec beaucoup de cruauté.
Le 28 décembre 1585, une trêve ayant été conclue, les cultivateurs se remirent au travail mais les brigands de Palace profitèrent de cette situation pour se rendre encore dans chaque village où ils haranguaient les habitants, les menaçaient et leur faisaient payer de fortes sommes. Un écrit du 23 novembre 1598 signé d'Ambroise Meuran, Jehan Lefévre et Adrien Bailleceque dit que « les gens de Solesmes durent également avancer la somme de 2 000 florins pour le rétablissement du moulin banal qui avait été brûlé par les gens de guerre de Balagny »[réf. nécessaire]. Ils avaient également brûlé l'église. Cette somme énorme ne fut pas la seule que durent payer les habitants de Solesmes. Balagny venait de les ruiner, ils durent penser à se procurer un moyen de pouvoir se défendre et se protéger.
Vers 1580, 1 600 florins furent empruntés à intérêt par les gens de loi et la communauté de Solesmes pour faire bâtir le fort. On appelait ainsi une forte muraille qui servait de clôture au cimetière de l'église. À chaque angle se trouvait une tour sauf pour l'angle de gauche de la façade qui contenait la chambre de ville qui était renfermée dans le fort comme l'église et le cimetière. Lorsque l'ennemi approchait, ce qui arrivait souvent à cette époque, la population se retirait dans le fort avec ce quelle avait de plus précieux pour échapper au pillage.
Echevins d'environ 1620 à 1637 : Roland Lobry de Hainaut de Solesmes et son fils Jean  de 1627 à 1628 et de 1634 à 1637. Source : Web site de généalogie My Héritage
Le fort de Solesmes ressemblait dans sa partie fortifiée au cimetière de Bermerain. Le fort de Bermerain dit « Delcroix » se composait de cinq tours dont quatre se voient encore. Ces tours et les murs qui les relient sont garnis de meurtrières au pourtour des murs de 2,50 m. Au-dessus du sol intérieur existent des corbeaux en gré brut qui servaient à supporter la terrasse où les assiégés se défendaient en lançant des traits par les meurtrières supérieures, quant à celles qui sont au-dessous et qu'on a eu le soin de faire plus grandes et plus évasées l'accès en était fort facile dans l'intérieur de l'enceinte. On les a percées dans différents sens afin qu'on pût sur tous les points atteindre les assiégeants. La terrasse se composait de madriers. On y arrivait par un escalier de chêne. Au-dessus du porche donnant accès au cimetière existait une petite pièce voûtée contenant une cheminée propre à cuire le pain[réf. nécessaire]. À Saulzoir, on voyait encore près de l'église en 1841 une tourelle qui semblait indiquer le même système de défense qu'à Solesmes et Bermerain.

## Les bénédictins quittent Solesmes
-- article en cours de nettoyage --
Vers 1570 « dit Ruffin » à la suite des difficultés sérieuses survenues entre l'abbé de St Denis et ses religieux, et portées devant le conseil d'état il fut procédé à une répartition des propriétés, des rentes, et revenus ; Les biens furent divisés en 3 parties on eut alors :
- la manse abbatiale, dont le produit forma la part de l'abbé ;
- la manse distraite dont le produit fut affecté à l'entretien des bâtiments et de toutes dépendances de l'abbaye et enfin ;
- la manse conventionnelle qui devint la part des religieux eux-mêmes.

Le prieuré de Solesmes fit partie de la manse abbatiale et y contribua pour un revenu de 533 livres.
Déjà en ce temps le prieuré de Solesmes se ressentit de l'état de gêne que les guerres de religion faisaient peser sur l'abbaye mère. Loin de venir en aide aux habitants on avait dû laisser à leur charge la reconstruction du moulin Banal et l'église brûlés par Balagny, et la reconstruction du fort de l'église.
Dom Félibien nous apprend qu'à son avènement, Louis de Lorraine trouva son abbaye en très mauvais état.
Les troubles de la ligue y avaient causé des pertes considérables, les coffres du Chapitre s'étaient épuises à soutenir la huitième guerre de religion. Les religieux qui depuis plusieurs années ne vivaient plus que d'emprunts se virent accablés de créanciers. Il fallut penser à aliéner les propriétés et le 9 avril 1595, le Parlement de Paris rendit un arrêt permettant à l'abbé et aux religieux de St Denis de vendre jusqu'à concurrence de 30 000 écus de leurs biens.
Depuis 1593, l'abbaye avait déjà vendu 50 mencaudées de terre à Solesmes en 30 contrats. L'occasion de vendre le tout se présenta 12 ans plus tard. L’archevêque de Cambrai venait de vendre aux Jésuites L'hôtel du Chapitre appelé La Cour de Cambray à Bruxelles ; il cherchait un emploi de ces fonds. L'occasion était belle, il acheta, le 15 février 1615, le magnifique Prieuré de Solesmes pour la modique somme de 28 000 livres tournois, monnaie de France.
Le Prieuré de Solesmes avait été pendant 9 siècles une source de prospérité pour le bourg de Solesmes. Dans cet espace de temps la population s'était quadruplé, les terres étaient merveilleusement fécondes, les bois qui couvraient presque tout le territoire de Solesmes étaient défrichés, les marais qui avoisinaient la Selle étaient asséchés, des bâtiments publics étaient construits.

## La seigneurie et la prévôté à Solesmes
Nous avons vu que l'archevêque de Cambrai avait acheté la terre de Solesmes pour 28 000 livres tournoys.
Si dans un moment de besoin et tentée par l'occasion d'un acheteur offrant paiement immédiat l'abbaye de St Denis avait vendu Solesmes, il faut bien reconnaître que le prix était ridicule. Aussi les Dames de St Louis à qui était la manse abbatiale, et les religieux de St Denis voulurent-ils faire casser la vente comme faite à vil prix. Nous ne ferons pas l'histoire de l'interminable procès; disons seulement  que c'est 20 ans après, en 1626 qu'un arrêt de la cour confirma définitivement l'archevêque de Cambrai dans la possession de la seigneurie de Solesmes. Quant à la suite, la communauté de Solesmes dut demander des octrois pour payer ses dettes toujours renaissantes, c'est à l'archevêque de Cambrai, seigneur de Solesmes qu'elle s'adressa. Elle obtint le premier de ces octrois en 1638.
Nous avons vu qu'en raison des guerres continuelles qui ruinaient ce pays frontière les Solesmois avaient construit autour de leur cimetière un véritable fort où ils se réfugiaient en cas de danger avec leurs bestiaux et objets précieux. Ils avaient dû  contracter un emprunt de 1 600 florins.
En 1638, malgré les octrois de 1596 et de 1615, cette dette n'était pas encore éteinte et la communauté de Solesmes s'adressa à Monseigneur François Vanderburg qui lui accorda le 12 mars 1638 l'octroi de prélever la maltôte ou impôt sur les boissons qui se consommaient en ville. Pour comprendre le triste état des finances de Solesmes, à cette époque, il faut se rappeler la guerre cruelle qui ravageait alors cette malheureuse région.
En 1625, le roi de France ayant déclaré la guerre à l'Espagne, le Maréchal de Chaulnes, commandant des forces françaises, après avoir campé à Marcoing et à Vand'huile, brûlé les territoires de Masnières, Rumilly et Crèvecœur, vient attaquer Saint-Souplet et ses deux forts qui se rendent à discrétion. Le Marquis de Rambures, placé sous les ordres du Maréchal de Chaulnes, exige de la ville des vivres pour son armée, ce qui nécessite une construction de 5 mencaudées de blé que l'on obtient de convertir en argent[Quoi ?]. Mais la ville ne pouvant compter immédiatement la somme convenue, les magistrats ont recours à l'évêque Vanderburg qui la fournit généreusement.
En 1635, la guerre dure toujours, les Français ravagent et brûlent la campagne de Crèvecœur : l'année suivante, les Espagnols se vengent en saccageant les villages voisins du Catelet et en s'emparant de cette forteresse.
Le Dr Henri Bombard dans son livre « Les banalités dans le Hainaut et le Cambrésis » cite cet extrait d'un ancien recueil :
« Chacun sait combien la guerre de 1635 qui a désolé si longtemps le Cambrésis a été cruelle. Les peuples de la campagne y avaient perdu tous les bestiaux et la plupart leurs maisons mais surtout les chevaux et autres bêtes de charges qui sont toujours les premiers enlevés à la guerre. Ces malheurs de la guerre ne firent qu'augmenter jusqu'à la paix des Pyrénées. La ville du Cateau et les villages de la Châtellenie furent brûlés et si absolument ruinés, qu'il n'y resta pas pierre sur pierre si ce n'est dans les caves. Les terres de la campagne se couvrirent de broussailles et même de bois en quelques endroits, faute de culture et il n'y restait plus que quelques pauvres et malheureux habitants réfugiés dans les caves ». Honnecourt servait alors de retraite à une bande d'aventuriers picards et artésiens sous la conduite d'un chef audacieux nommé Marotel. Il exerçait de tels brigandages dans les communes voisines que le sieur Maugré, gouverneur de Cambrai ne crut pas les punir trop sévèrement en envoyant un détachement qui fit sauter la porte d'Honnecourt, s'empara de la ville, mit tout à feu et à sang et démolit les fortifications dont il reste encore de nos jours quelques vestiges.
Au mois de juillet 1637, les Français instruits de l'arrivée de la garnison espagnole dans Le Cateau, en dépit dès conventions précédemment arrêtées vinrent sous le Commandement du duc de Candale mettre le siège devant cette place ; elle dut se rendre au bout de 3 jours par une capitulation, toute en faveur de la garnison. Les habitants, laissés à la discrétion du vainqueur, s'enfuirent en emmenant avec eux femmes et enfants et se réfugièrent les uns dans les villes sujettes du roi catholique les autres dans les armées du roi pour y servir en qualité de soldat. La ville demeura en ruine et le gouvernement de Landrecies ne voulant pas permettre que les bourgeois revinssent habiter Le Cateau avant la fin de 1644 et encore ne le permettant que moyennant contribution.
Pendant cette époque troublée, de terribles alertes eurent souvent lieu à Solesmes, ce qui empêcha la communauté de ce lieu non seulement à se libérer du capital de 1 600 florins empruntés en 1580 pour la construction du fort, mais même, d'en payer les rentes, malgré les ressources de l'octroi de 1638. Aussi, elle demanda et obtint la promulgation de cet octroi pour 3 ans le 9 février 1641. Mais auparavant sur la fin de 1640, la communauté de Solesmes avait résolu d'établir une assiette régulière pour la répartition des impôts.
Comme Solesmes, ville franche exempte d'impôts vis-à-vis le domaine n'avait pas à appliquer l'assiette pour la répartition de la taille établie dans les villes voisines, elle résolut d'en établir une qui lui fut particulière et répondit à ses besoins propres. Ce document très intéressant et d'une grande importance, est la plus ancienne délibération de la communauté que possèdent les archives de Solesmes.
Les archevêques de Cambrai accordèrent un grand nombre d'octrois à Solesmes en 1634, 1635, 1641, 1644, 1707, 1716, 1745, 1751.
Le 26 novembre 1716, les vicaires généraux de Cambrai accordèrent aux Solesmois l'octroi d'imposer pendant 6 ans : un double au pot de bière ; et 2 liards au pot de vin et 1 patard au pot d'eau-de-vie qui se brasseront et débiteront à Solesmes. Cet impôt permettant à Solesmes de rembourser à la veuve du sieur Jean Leroy de Valenciennes la somme de 10 000 livres d'Haynault au denier vingt, de par an 450 livres aussi d'Haynault de rente.
Mais comme l'intendant de Blaie avait fait défense aux Solesmois de percevoir le dernier impôt accordé par Mgr de St Albin en 1768, Mgr de Choiseul archevêque de Cambrai, supplié à nouveau par la communauté de Solesmes d'accorder un octroi, s'adressa au roi, qui le 9 octobre 1768 à Fontainebleau « permet aux habitants de Solesmes lorsque les affaires de leur communauté exigeront du secours, de s'adresser à l'archevêque duc de Cambrai qui en examinera les motifs et les exposera dans une requête présentée en son nom à sa majesté et obtiendra d'elle l'autorité nécessaire si elle juge qu'il y a lieu, pour leur accorder l'octroi qui sera demandé ».
L'archevêque, seigneur de Solesmes, défendait cette ville au besoin contre les intendants ; quand en 1723, l'intendant de la paroisse voulut établir à Solesmes une imposition d'un liard sur chaque pot de bière, le cardinal Dubois alors archevêque de Cambrai s'y opposa ; l'intendant révoqua son ordonnance et l'impôt n'eut pas lieu.
En 1735, un particulier, mécontent de la cote à laquelle il avait été taxé sur un rôle général d'imposition, s'étant pourvu devant l'intendant du Hainaut, ce magistrat enjoignit au mayeur et gens de lois de Solesmes de porter par-devant son subdélégué au Quesnoy les rôles et comptes des tailles, capitulations et masardéne, où ils seraient examinés, et chaque année le subdélégué fit présenter les comptes en question, mais les archevêques n'ont pas cessé pour cela de les faire viser préalablement par leur prévôt.
L'abbé et les religieux de St Denis avaient toujours nommé le prévôt, le mayeur, les échevins, les aînés et les connétables : l'archevêque conserva ce droit ; le magistrat était nommé par le prévôt qui était toujours le gouverneur du bateau officier de l'archevêque.
L'archevêque était souvent choisi comme arbitre dans les circonstances graves, il le fut notamment dans les démêlés de Solesmes avec l'administration fiscale. Loin de présurer la communauté, il l'aidait parfois de son argent et lui envoyait des « sauvegardes ». Quand Solesmes était menacé par l'ennemi : naturellement il s'occupait des affaires de l'église. Fénelon interviendra dans les démêlés du curé avec son clerc. La sollicitude de l'archevêque allait jusqu'à payer également une garde supplémentaire. Pour cette protection et ses bienfaits, il ne demandait aux Solesmois que la minime corvée de conduire au Palais de Cambrai des voitures de petits fagots qu'ils allaient prendre au Bois l’Évêque. Nous connaissons l'emploi d'une partie des revenus de la terre de Solesmes : 225 florins donnés annuellement à l'église métropolitaine de Cambrai. Le Bailliage fut composé d'officiers de l'archevêque résidant au Cateau. Ils venaient rendre la justice à Solesmes le samedi de chaque semaine.

## Les franchises de Solesmes
Solesmes fut occupé par les troupes ennemies qui y campèrent et pendant les guerres de Flandre les franchises ne furent plus attaquées. Elles parurent même aussi solides que par le passé, car sur la production de leurs titres les Solesmois furent exemptés d'un nouvel impôt en 1721 comme il fut justifié par une lettre du ministre du 10 janvier 1722.
Malheureusement, pendant cette période de guerres où Solesmes était continuellement traversé par les partis ennemis, le développement du commerce des bières, vins, eau-de-vie et tabac prit un développement énorme ; plus de 100 habitants de Solesmes avaient été autorisés par des « passeport » à vendre des boissons à l'armée.
Dans la nuit du 9 au 10 janvier 1746, une bataille eut lieu entre des commis de l’octroi et des soldats chargés d’eau-de-vie et de tabac en fraude venant de Solesmes ; un des employés fut tué. Charles Morice, fermier du Hainaut s'empressa d'envoyer un mémoire à M. de Lucé et reconnaissant « dit Ruffin » l'impossibilité d'attaquer ouvertement les franchises de la ville, il voulut les réduire en les limitant à la consommation des seuls habitants. Il n'y réussit pas. Lacellery, qui l'avait remplacé, envoya au roi une requête accablante, a laquelle les habitants de Solesmes répondirent comme ils purent. Cependant Lacellery avait été très adroit en n’exigeant pas que les franchises de Solesmes fussent supprimées, mais seulement limitées à la consommation personnelle des habitants.
Aussi le roi par arrêté du 6 janvier 1756 ôta au village de Solesmes "le privilège de faire venir, vendre et débiter chez eux des bières, vins, brandevins et tabacs exempts de tout droits domaniaux pour lequel privilège ce village payait au roi ou à ces représentants, une redevance  annuelle et fixa sa majesté à chaque chef de famille sa consommation d'eau-de-vie franche à 8 pots moyennant la continuation de la dite redevance. En 1761, la rente annuelle de 60 florins et 40 rasières d'avoine que Solesmes payait au roi en raison de son privilège, fut accordé aux sieurs Cordier et de Belperche. Les franchises de Solesmes étaient de ce fait sérieusement entamé, elles ne devaient plus subsister longtemps. Lorsqu'en 1761 les Solesmois obtinrent une foire mensuelle, ils demandèrent et reçurent des lettres patentes du roi, datées du 3 mars 1761 et reconnaissants leurs franchises.
Le 20 août 1712, en réponse aux habitants de Solesmes qui leur faisaient remarquer que ne jouissant plus de leurs franchises et exemptions des droits domaniaux sur les tabacs, bières, vins, autres boissons ainsi que sur les bêtes vives, ils devaient être déchargés de la rente qu'ils payaient en échange, les administrateurs composant le Directoire du département déclarèrent à Douai : « Que la commune de Solesmes ne peut-être libérée des dits rentes tant qu'elle n'aura produit le titre primitif ou effectué le rachat ».
Par un édit du mois de mai 1693, Louis XIV avait institué des offices de brasserie dans les provinces de Flandre Hainaut et Artois. Solesmes quoique exempte de tout droits, même de ceux du domaine, se trouva compris dans le rôle du 23 mars 1694 pour trois de ces offices. À Solesmes, on ignorait tout cela et quand on sut la création de ces 32 offices de brasserie, pour le bourg, on apprit en même temps qu'ils avaient été loués à différents particuliers (aux archives de Solesmes : 30 mars 1694, 3 quittances en parchemin, signées Milieu, de 750 l. chacune « Pour la finance des 3 brasseries de bière de la paroisse de Solesmes et dépendances »). Les habitants s’adressèrent à M. Voisin intendant du Hainaut, qui leur répondit qu'un arrêt du 6 octobre 1693 permettant aux magistrats et communautés d'acquérir les offices de brasserie, il fallait rembourser les premiers acquéreurs pour ensuite réunir les 3 offices à leur communauté, les éteindre et supprimer, et conserver ainsi l'intégrité de leurs franchises et privilèges La communauté jalouse de conserver ses précieuses franchises et désireuses d'autre part de donner au roi des marques de sa fidélité et de son obéissance et de contribuer au soulagement de l'État, suivit l'avis de M. Voisin et par convention du 10 septembre 1696 passée entre les premiers acquéreurs  des offices et des gens de loi, les offices furent rachetées pour la somme de 2 710 livres 10 sous. Cette convention approuvée le 25 septembre par le commissaire nommé à cet effet par l'archevêque de Cambrai, Seigneur de Solesmes, supprimait ainsi les offices. On avait pu servir ce remboursement sans faire aucune imposition mais on eut à emprunter pour cela 1 500 florins au sieur Thieffri à Cambrai. Les magistrats et communautés de la Flandre occidentale demandèrent de même au conseil d'être « subrogés » en la place des premiers acquéreurs des offices de brasserie en les remboursant « des finances, frais et loyaux coûts » qu'ils avaient payé au roi, pour ensuite réunir ces offices à leur corps ; et de cette façon les éteindre et les supprimer. Cela leur fût accordé par arrêt du conseil du 25 janvier 1696 aux mêmes conditions qu'à ceux de Flandre. Les états d'Artois furent subrogés aux mêmes conditions par arrêt du 29 mai 1696, de sorte qu'il ne restait plus de propriétaires des offices que dans le département des sieurs Bagnols et Voisin.
Les choses étaient ainsi quand les nommés Bidet et Dussaussoy, à l'exemple des États et communautés de la Flandre occidentale et d'Artois, demandèrent à leur tour d'être subrogés en la place des titulaires des brasseries du Hainaut  en les remboursant en 2 ans, des finances frais et loyaux coûts par eux payés au roi, avec les intérêts, à raison de 61/4 % jusqu'au parfait remboursement et outre, de payer au trésor royal la somme de 750 000 livres à condition de percevoir pendant 9 ans, 10 patards à la tonne de forte bière et 3 patards à celle de petite, les tonnes de la contenance de 52 pots. Ces offres furent acceptées par résultat du conseil du 29 janvier 1697 pour commencer au 1er mars suivant. Dussaussoy voulut percevoir 10 et 3 patards sur les bières qui se brassaient à Roubaix dans le département de Bagnols ; mais comme la communauté de cette ville se pourvut devant cet intendant qui rendit le 16 mars 1699 une ordonnance condamnant  Dussaussoy à rendre et restituer les sommes perçues pour raison de 10 et 3 patards du 1er mars 1697 au 1er mars 1699.
Dussaussoy n'ayant pas réussi dans cette tentative, se rejeta sur Solesmes. Fort du résultat du 29 janvier 1697 et profitant de ce qu'il était encore dans le délai de 2 années, après lesquelles il devait avoir effectué tous les remboursements, il obtint du sieur Voisin, intendant du Hainaut l'ordonnance du 25 septembre 1698 qui condamnait les mayeurs et hommes de loi de Solesmes de fournir à J. Bte Dussaussoy un état des bières qu'ils avaient brassé depuis le 1er mars 1697 et à lui en payer les droits. Les habitants de Solesmes eurent beau protester, une ordonnance de l'intendant de Bernières du 18 novembre 1698 ordonna l'exécution de l'ordonnance de Voisin.
L'injustice était trop criarde et les Solesmois entamèrent un procès qui va durer 10 ans et qui se terminera par l'ordonnance de l'intendant Roujault et l'arrêt de Fontainebleau du 14 avril 1708 donnant satisfaction aux habitants.
Ce fut grande fête à Solesmes quand on connut l'arrêt et on s'empressa de chercher la somme nécessaire pour lever « l'heureux arrêt » mais il fallait 200 écus et la caisse de la communauté était vide. Les plus riches donnèrent ceux qu'ils purent et un ami de Solesmes, M. Delaporte, procureur d'Honnecourt avança 50 livres qui manquaient. Mais le sieur Mahoux qui avait su faire durer le procès n'était pas homme à se rendre tout de suite, il se préparait même à jouer plus d'un tour à Solesmes. La chose vaut d'être racontée car elle jette un tour curieux sur les mœurs juridiques de cette époque. Il demande d'abord que la liquidation soit faite en présence de Jean Maneuf sous-traitant de Dussaussoy et de sieur Lhuillier, Noiret, Lantage, Randon, Chazet et des Garennes Boussingault, au profit duquel Maneuf  a fait déclaration et la veuve et les héritiers de Bouvrard qu'il voulait faire condamner à la garantie et indemniser.
Les Solesmois qui le connaissent malin, prennent leurs précautions, mais le 29 octobre il proteste de la nullité de sommation et de l'établissement de gendarmes chez lui à leur requête, disant qu'il a toujours été consentant à la liquidation et protestant qu'il exigera des dommages-intérêts puis, quelques jours plus tard il consent à se présenter le 3 novembre devant l'archevêque de Cambrai, mais il n'a garde de s'y rendre et le 6 il demande que la chose soit remise au 21.
Pendant que se terminait l'affaire Mahoux, Gervais de Beaune, fermier général du domaine des Flandres, Artois et Hainaut faisait surveiller avec soins les abords de Solesmes. Les gardes de la brigade qu'il avait établis au Cateau dressèrent un procès-verbal de saisie d'un cheval et de 2 barils d'eau-de-vie contenant 10 pots, conduit par un individu inconnu, se disant soldat et refusant de dire son nom. Il avoua par la suite se nommer Jean Crinchon, habitant de la Cence d'Amerval et subit, le même jour un deuxième procès-verbal devant M. de Castres, subdélégué à Landrecies. Il prétendait pour se défendre avoir acheté les barils d'eau-de-vie à Montay en Cambrésis pour la débiter à la Cence « de Merval en Cambrésis ». Comme Amerval est dépendante de Solesmes Gervais de Beaune voulut rendre la communauté de ce lieu responsable, et le nommé Fleurotte fût emmené comme otage dans les prisons de Maubeuge.
Le 1er octobre 1708, M. Douzat, alors intendant déclara les eaux-de-vie confisquées au profit de Beaune ; dit Crinchon coupable et le condamna pour cette fois seulement (M. Douzat leva ensuite cette peine) à l'amende modérée de 6 livres Il fit défense à tous les autres voituriers et particuliers, de quelque qualité qu'ils soient de faire entrer ou passer à l'avenir dans cette province, aucun vin, brandevin ou bière sans prendre acquit en caution, que ces denrées soient destinées à l'armée ou à d'autres endroits, sous peine de confiscation et d'amende.
C'est avec une constante opiniâtreté que les fermiers du domaine du Hainaut s'attachèrent, depuis la conquête du Quesnoy à troubler les habitants de Solesmes dans leurs franchises. Gervais de Beaune usa de tous les moyens pour parvenir à comprendre cette paroisse dans ses impositions. Il présenta ou fit présenter par ses agents, 3 requêtes à ce sujet pendant l'année 1708 et qui n'aboutirent pas.
À Solesmes, on s'impatiente et la communauté envoie à Douai Jean Claude de La porte lieutenant prévôt, avec M. Lempereur, le curé et 2 échevins : Jean Loubry et Antoine Desgardins. Ils descendirent au cabaret de l'aigle d'or et y laissent leurs chevaux et s'en vont le 14 novembre accompagnés de Gosse, sergent exploiteur commis par eux pour vendre les meubles de Mahoux de la Fontaine. Mme Mahoux se trouvait seule; elle proteste inutilement et, voyant commencer la vente, elle va se plaindre au « Magistrat » de Douai qui rend immédiatement un jugement et fait emprisonner, au milieu de la vente mayeur, échevins et sergent exploiteur. Heureusement le curé était libre, il commença aussitôt de nombreuses démarches et put après 3 jours trouver 2 bourgeois de Douai qui consentaient d'être caution pour la somme de 8 000 livres ; il obtint ainsi l'élargissement des prisonniers le 17 novembre à 22 heures. Le lendemain, la vente reprit et continua encore pendant 3 jours. À noter que Mahoux était très riche ; on remarque parmi les meubles vendus de nombreux services d'étain dont douzaines « à la rose », 32 tableaux, une bibliothèque, 8 pièces de vin etc. Dans le linge vendu, on voit 5 paires « d'engageantes ». Quand on dut payer les frais du séjour, tant à la prison qu'à l'Aigle d'or la note se montait à 300 florins. La vente avait produit 1 484 florins, mais on était bien loin de la somme à trouver et quand les échevins Jean Loubry et Antoine Desgardins se présentèrent à l'évêché le 21 novembre, jour fixé par Mahoux, ils ne les trouvèrent pas.
Pendant ce temps le mayeur J.C. Delaporte était à Paris où il avait dû se rendre au sujet de leur emprisonnement et du retard de la liquidation ; il en écrivait le 22 novembre "Qu'il trouverait bon d'acheter quelques mouchoirs pour en faire présent à quelqu'un. Après bien des retards (on fit présent due demi-douzaine de mouchoirs à une personne influente, et le curé avec Mlle Delaporte et 2 échevins vint à Cambrai pour remercier  Mme Choury des services rendus pendant le procès) Charles Étienne Maignard, chevalier marquis de Bernières, intendant du Hainaut condamna Mahoux de la Fontaine; receveur des domaines du Cardinal d'Estrées, à payer à la communauté de Solesmes la somme de 6 650 florins, 15 patards, 6 deniers, déduction faite de 2 226 florins, 1 patard, 4 deniers provenant de la vente des meubles faite à la requête des dits de Solesmes et des dommages alloués à Mahoux par l'arrêt de liquidation ; les saisies faites demeurant en état jusqu'au parfait paiement. Valenciennes le 18 février 1709. pour le premier paiement, on dut attendre à Cambrai pendant 4 jours, l'arrivée de Mahoux, qui s'amusa à faire son versement en pièces de 3 et 6 patards il connaissait ou prévoyait peut-être le rabais d'un double par pièce qu'allaient subir les 3 patards. Au dernier versement fixé au 1er juillet 1709 Mahoux ne fût pas plus exact ; on dut lui envoyer un express à Douai et l'attendre jours. Les sommes versées par Mahoux furent remises à maÎtre Lempereur, curé ; le compte des versements qu'il en fit exise aux archives de Solesmes ; on y trouve entre autres choses que le port d'une lettre de Paris à Cambrai coutait six sous.
Il est signé :
BEAUMONT prévot 	J.C. DELAPORTE lieutenant prévaut 		
et échevins :	 Jean BEAUVOIS 	Romain DEGARDIN	Charles CARTIGNIE	Pierre BARBET
		Chalixte BERQUET 	Adrien DECAUX	Antoine DESGARDINS	Jean DESGARDINS			Pierre DOUAI		Jean DESCAUX		Jean DELSART 		Bertrand DESGARDINS			Martin MENARD	Jacques DESCAUX  J. Jouet